# Napoleon Jérôme Bonaparte
Napoleon Jérôme Bonaparte (9. září 1822, Terst – 17. března 1891, Řím), celým jménem Napoleon Josef Karel Pavel, obvykle znám jako Napoleon Jérôme nebo Jérôme Bonaparte, byl francouzský šlechtic, politik a generál, nejmladší syn vestfálského krále Jérôma (nejmladšího bratra Napoleona Bonaparte) a jeho druhé manželky Kateřiny Württemberské. Tento otevřený liberál, v letech 1858–1859 krátce ministr pro kolonie, se stal roku 1879 de facto hlavou rodu Bonaparte. Mnoha bonapartisty ovšem nebyl považován za legitimního pretendenta trůnu, a to kvůli prvnímu manželství jeho otce, které nebylo rozvedeno – místo něj podporovali jeho syna Viktora. Od 80. let byl Jérôme spolu s dalšími monarchisty silným podporovatelem Georgese Boulangera.
Napoleon Jérôme užíval titulu princ Napoléon, který dostal v roce 1852 od svého bratrance, císaře Napoleona III., byl také nositelem titulů 3. princ z Montfortu, 1. hrabě z Meudonu a hrabě z Moncalieri. Jeho oblíbená přezdívka Plon-Plon pramenila z jeho obtížnosti vyslovovat své vlastní jméno v období dětství.

## Život
Napoleon Jérôme, narozený 9. září 1822 v Terstu v tehdejším Rakouském císařství, byl blízkým rádcem svého bratrance, císaře Napoleona III. a zejména byl považován za předního zastánce francouzských intervencí v Itálii jménem Camilla Benso Cavoura a italských nacionalistů.
Jako antklerikální liberál vedl tuto frakci u dvora a pokusil se ovlivnit císaře k protiklerikální politice, což byl opačný proud proti vlivu císařovy manželky, císařovny Evženie, konzervativní a oddané katoličky, která zaštiťovala , aby francouzská vojska chránila papežovu svrchovanost v Římě. Císař se během své vlády pohyboval mezi těmito dvěma vlivy.
Když se jeho bratranec stal v roce 1848 prezidentem, byl Napoleon jmenován zplnomocněným ministrem pro Španělsko. Později sloužil ve vojenské funkci jako generál divize v Krymské válce, jako guvernér Alžírska a v roce 1859 jako velitel francouzské armády v Itálii. Mezi vojáky si ovšem vysloužil posměšnou parafrázi na svou dětskou přezdívku „Plon-Plon“, a to „Craint-Plomb“ (v překladu „bojí se olova“), pro svou nepřítomnost v bitvě u Solferina.

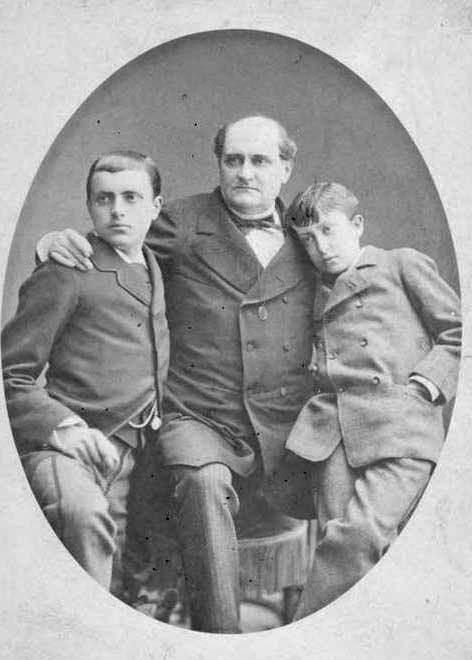
Princ Napoleon se svými dvěma syny

Jako součást bratrancovy alianční politiky s Piemontem (Sardinií) se Napoleon v roce 1859 oženil s princeznou Marií Klotildou Savojskou, dcerou sardinsko-piemontského krále Viktora Emanuela II. To však princi nezabránilo v devítiletém vztahu s kurtizánou Corou Pearl.
Když v roce 1879 zemřel císařský princ Napoleon Evžen, stal se princ Napoleon genealogicky nejstarším členem rodiny Bonaparte; císařský princ jej však ve své poslední vůli vyloučil z následnictví a jmenoval hlavou rodiny jeho syna Viktora. Důsledkem byly spory mezi princem Napoleonem a jeho synem po zbytek Napoleonova života.
V roce 1886 byl přijat zákon, podle něhož nesměly hlavy bývalých vládnoucích dynastií žít ve Francii – Napoleon Jerôme se poté usadil ve švýcarském Prangins na břehu Ženevského jezera, kde během Druhého císařství získal majetek.
Princ Napoleon zemřel 17. března 1891 ve věku 68 let v Římě.

### Potomci
Napoleon Jerôme měl s Marií Klotildou tři děti:
- Napoleon Viktor Bonaparte (18. července 1862 – 3. května 1926), 4. kníže z Montfortu, princ Napoléon, ⚭ 1910 Klementina Belgická (30. července 1872 – 8. března 1955), měli syna a dceru
- Ludvík Bonaparte (16. července 1864 – 14. října 1932), guvernér provincie Jerevan, zemřel svobodný a bezdětný
- Marie Leticie Bonaparte (20. listopadu 1866 – 25. října 1926), ⚭ 1888 Amadeus I. Španělský (30. května 1845 – 18. ledna 1890), španělský král v letech 1870–1873, měli 4 syny (mj. vévodu Ludvíka Abruzzského)

## Vývod z předků
|                           |                                    |  |                              |                                       |  |  |  |  |  |  |  | Sebastiano Nicola Buonaparte |
|                           |                                    |  |                              |                                       |  |  |  |  |  |  |  |                              |
|                           | Giuseppe Maria Buonaparte          |  |                              |                                       |  |  |  |  |  |  |  |                              |
|                           |                                    |  |                              |                                       |  |  |  |  |  |  |  |                              |
|                           |                                    |  |                              | Maria Anna Tusoli                     |  |  |  |  |  |  |  |                              |
|                           |                                    |  |                              |                                       |  |  |  |  |  |  |  |                              |
|                           | Carlo Buonaparte                   |  |                              |                                       |  |  |  |  |  |  |  |                              |
|                           |                                    |  |                              |                                       |  |  |  |  |  |  |  |                              |
|                           |                                    |  |                              | Giuseppe Maria Paravicini             |  |  |  |  |  |  |  |                              |
|                           |                                    |  |                              |                                       |  |  |  |  |  |  |  |                              |
|                           | Maria Saveria Paravicini           |  |                              |                                       |  |  |  |  |  |  |  |                              |
|                           |                                    |  |                              |                                       |  |  |  |  |  |  |  |                              |
|                           |                                    |  |                              | Maria Angela Salineri                 |  |  |  |  |  |  |  |                              |
|                           |                                    |  |                              |                                       |  |  |  |  |  |  |  |                              |
|                           | Jérôme Bonaparte                   |  |                              |                                       |  |  |  |  |  |  |  |                              |
|                           |                                    |  |                              |                                       |  |  |  |  |  |  |  |                              |
|                           |                                    |  |                              | Giovanni Agostino Ramolino            |  |  |  |  |  |  |  |                              |
|                           |                                    |  |                              |                                       |  |  |  |  |  |  |  |                              |
|                           | Giovanni Geronimo Ramolino         |  |                              |                                       |  |  |  |  |  |  |  |                              |
|                           |                                    |  |                              |                                       |  |  |  |  |  |  |  |                              |
|                           |                                    |  |                              | Angela Maria Peri                     |  |  |  |  |  |  |  |                              |
|                           |                                    |  |                              |                                       |  |  |  |  |  |  |  |                              |
|                           | Laetitia Ramolino                  |  |                              |                                       |  |  |  |  |  |  |  |                              |
|                           |                                    |  |                              |                                       |  |  |  |  |  |  |  |                              |
|                           |                                    |  |                              | Giuseppe Maria Pietrasanta            |  |  |  |  |  |  |  |                              |
|                           |                                    |  |                              |                                       |  |  |  |  |  |  |  |                              |
|                           | Angela Maria Pietrasanta           |  |                              |                                       |  |  |  |  |  |  |  |                              |
|                           |                                    |  |                              |                                       |  |  |  |  |  |  |  |                              |
|                           |                                    |  |                              | Maria Giuseppa Malerba                |  |  |  |  |  |  |  |                              |
|                           |                                    |  |                              |                                       |  |  |  |  |  |  |  |                              |
| Napoleon Jérôme Bonaparte |                                    |  |                              |                                       |  |  |  |  |  |  |  |                              |
|                           |                                    |  |                              |                                       |  |  |  |  |  |  |  |                              |
|                           |                                    |  | Karel Alexandr Württemberský |                                       |  |  |  |  |  |  |  |                              |
|                           |                                    |  |                              |                                       |  |  |  |  |  |  |  |                              |
|                           | Fridrich II. Evžen Württemberský   |  |                              |                                       |  |  |  |  |  |  |  |                              |
|                           |                                    |  |                              |                                       |  |  |  |  |  |  |  |                              |
|                           |                                    |  |                              | Marie Augusta Thurn-Taxis             |  |  |  |  |  |  |  |                              |
|                           |                                    |  |                              |                                       |  |  |  |  |  |  |  |                              |
|                           | Fridrich I. Württemberský          |  |                              |                                       |  |  |  |  |  |  |  |                              |
|                           |                                    |  |                              |                                       |  |  |  |  |  |  |  |                              |
|                           |                                    |  |                              | Fridrich Vilém Braniborsko-Schwedtský |  |  |  |  |  |  |  |                              |
|                           |                                    |  |                              |                                       |  |  |  |  |  |  |  |                              |
|                           | Bedřiška Braniborsko-Schwedtská    |  |                              |                                       |  |  |  |  |  |  |  |                              |
|                           |                                    |  |                              |                                       |  |  |  |  |  |  |  |                              |
|                           |                                    |  |                              | Žofie Dorota Pruská                   |  |  |  |  |  |  |  |                              |
|                           |                                    |  |                              |                                       |  |  |  |  |  |  |  |                              |
|                           | Kateřina Württemberská             |  |                              |                                       |  |  |  |  |  |  |  |                              |
|                           |                                    |  |                              |                                       |  |  |  |  |  |  |  |                              |
|                           |                                    |  |                              | Karel I. Brunšvicko-Wolfenbüttelský   |  |  |  |  |  |  |  |                              |
|                           |                                    |  |                              |                                       |  |  |  |  |  |  |  |                              |
|                           | Karel Vilém Ferdinand Brunšvický   |  |                              |                                       |  |  |  |  |  |  |  |                              |
|                           |                                    |  |                              |                                       |  |  |  |  |  |  |  |                              |
|                           |                                    |  |                              | Filipína Šarlota Pruská               |  |  |  |  |  |  |  |                              |
|                           |                                    |  |                              |                                       |  |  |  |  |  |  |  |                              |
|                           | Augusta Brunšvicko-Wolfenbüttelská |  |                              |                                       |  |  |  |  |  |  |  |                              |
|                           |                                    |  |                              |                                       |  |  |  |  |  |  |  |                              |
|                           |                                    |  |                              | Frederik Ludvík Hannoverský           |  |  |  |  |  |  |  |                              |
|                           |                                    |  |                              |                                       |  |  |  |  |  |  |  |                              |
|                           | Augusta Frederika Hannoverská      |  |                              |                                       |  |  |  |  |  |  |  |                              |
|                           |                                    |  |                              |                                       |  |  |  |  |  |  |  |                              |
|                           |                                    |  |                              | Augusta Sasko-Gothajská               |  |  |  |  |  |  |  |                              |
|                           |                                    |  |                              |                                       |  |  |  |  |  |  |  |                              |